# Зе Мария
Жозе́ Мари́я Родри́гес А́лвес (порт. José Maria Rodrigues Alves; 18 мая 1949, Ботукату, Бразилия), более известный под именем Зе Мария (порт. Zé Maria) — бразильский футболист, правый защитник. Выступал за сборную Бразилии. Чемпион мира 1970 года, где не сыграл ни одного матча на турнире. Занимает 4 место по общему числу игр за «Коринтианс» — 599 матчей.

## Карьера

### Клубная
Зе Мария родился в семье фермеров. У него было ещё два брата, с которыми он с юных лет играл в футбол. Он начал свою карьеру в местном клубе «Лажеадо», оттуда он перешёл в 1962 году в клуб «Ферровария Ботукату» и в одной из первых игр стал выступать на правом краю защиты. В 1966 году он начал играть за основную команду клуба, дебютировав в матче с «Насьоналом», в котором его клуб победил 5:1. Всего за «Ферровиарию» он выступал полтора года.
В 1967 году он перешёл в «Португезу Деспортос». Он дебютировал в составе «Португезы» в матче с клубом «Сан-Бенто», который «Португеза» проиграла 0:1. Всего за «Португезу» Зе Мария выступал 3 года. В 1969 году начались переговоры между «Португезой» и «Коринтиансом» по поводу перехода игрока. Переговоры вёл отец Зе Марии, Дурвалино, который был адвокатом и агентом футболиста. Отец провёл переговоры, даже не спросив Зе Марию мнения о переходе.
После чемпионата мира, Зе Мария начал тренироваться с «Коринтиансом», несмотря на то, что договор между клубами ещё не был подписан. Сам Зе Мария сказал: «Это была величайшая возможность в моей жизни». Несмотря на то, что Зе Мария тренировался с «Коринтиансом», согласно действующему законодательству, он был вынужден ещё выступать за «Португезу», подавшую заявление в суд: клуб не хотел отпускать Зе Марию. Вскоре контракт был подписан, а «Коринтианс» заплатил сумму, превышающую ту, что первоначально фигурировала в договоре. Последние игры он провёл во время турне по Боливии, в котором его клуб победил «Ферровиарио Оруро» 12:0, а затем клуб «Хорхе Вильстерману» со счётом 6:0. Всего за «Португезу» он провёл 176 матчей. Из-за судебного разбирательства Зе Мария не мог выступать за «Коринтианс». Сам он говорил: «Это были самые длинные месяцы в моей жизни».
В составе «Коринтианса» Зе Мария дебютировал 8 ноября 1970 года в матче с «Гремио», в котором его клуб проиграл 0:1. В 1974 году «Коринтианс» дошёл до финала чемпионата штата Сан-Паулу, где проиграл «Палмейрасу». В 1977 году он выиграл с командой чемпионат штата Сан-Паулу, где его клуб победил «Понте-Прету», став чемпионом спустя 23 года. В том же году, 3 апреля, он забил гол в ворота «Интернасьонала», ставший первым голом «Коринтианса» в розыгрышах Кубка Либертадорес. В последующие годы Зе Мария выиграл ещё 3 чемпионата Сан-Паулу. Последний из них, в 1983 году, он выиграл, являясь играющим тренером команды. На тренерском «мостике» он дебютировал 31 марта 1983 года в матче с «Васко да Гамой», который завершился вничью 0:0. Всего за «Коринтианс» Зе Мария провёл 599 игр (284 победы, 183 ничьи и 132 поражения), забив 17 голов. Он был долгое время капитаном команды, вплоть до прихода в клуб Сократеса. После ухода из «Коринтианса» Зе Мария провёл несколько месяцев в клубе «Интернасьонал Лимейра», где завершил свою карьеру в 1984 году.
После завершения карьеры игрока Зе Мария работал заведующим спортом фонда CASA, занимаясь пропагандой спорта среди несовершеннолетних преступников.

«Цель моей работы — оказать помощь малолетним правонарушителям, чтобы они начали новую жизнь».

### В сборной
Зе Мария дебютировал в составе сборной Бразилии 20 июня 1968 года в товарищеской игре с Польшей, в которой бразильцы победили 6:3. Эта игра стала единственной для Зе Марии, проведённой в составе сборной во время выступления в «Португезе». В 1970 году Зе Мария поехал на чемпионат мира, где бразильцы стали чемпионами. Однако на самом турнире он не выступал, будучи дублёром Карлоса Алберто. В 1974 году он поехал на свой второй чемпионат мира, где провёл все 4 игры. В 1978 году Зе Мария должен был поехать на очередное первенство мира, но перед самым началом турнира получил травму и в заявку не попал. Всего же за сборную Зе Мария сыграл 47 официальных матчей. Также Зе Мария сыграл за сборную 19 неофициальных матчей.
| №  | Дата            | Соперник     | Счёт | Голы | Турнир                       |
| 1  | 20 июня 1968    | Польша       | 6:3  | -    | Товарищеский матч            |
| 2  | 11 июля 1971    | Австрия      | 1:1  | -    | Товарищеский матч            |
| 3  | 14 июля 1971    | Чехословакия | 1:0  | -    | Товарищеский матч            |
| 4  | 18 июля 1971    | Югославия    | 2:2  | -    | Товарищеский матч            |
| 5  | 21 июля 1971    | Венгрия      | 0:0  | -    | Товарищеский матч            |
| 6  | 24 июля 1971    | Парагвай     | 1:0  | -    | Товарищеский матч            |
| 7  | 28 июля 1971    | Аргентина    | 1:1  | -    | Кубок Рока                   |
| 8  | 28 июня 1972    | Чехословакия | 0:0  | -    | Кубок независимости Бразилии |
| 9  | 2 июля 1972     | Югославия    | 3:0  | -    | Кубок независимости Бразилии |
| 10 | 5 июля 1972     | Шотландия    | 1:0  | -    | Кубок независимости Бразилии |
| 11 | 9 июля 1972     | Португалия   | 1:0  | -    | Кубок независимости Бразилии |
| 12 | 27 мая 1973     | Боливия      | 5:0  | -    | Товарищеский матч            |
| 13 | 3 июня 1973     | Алжир        | 2:0  | -    | Товарищеский матч            |
| 14 | 6 июня 1973     | Тунис        | 4:1  | -    | Товарищеский матч            |
| 15 | 9 июня 1973     | Италия       | 0:2  | -    | Товарищеский матч            |
| 16 | 13 июня 1973    | Австрия      | 1:1  | -    | Товарищеский матч            |
| 17 | 16 июня 1973    | ФРГ          | 1:0  | -    | Товарищеский матч            |
| 18 | 21 июня 1973    | СССР         | 1:0  | -    | Товарищеский матч            |
| 19 | 25 июня 1973    | Швеция       | 0:1  | -    | Товарищеский матч            |
| 20 | 30 июня 1973    | Шотландия    | 1:0  | -    | Товарищеский матч            |
| 21 | 31 марта 1974   | Мексика      | 1:1  | -    | Товарищеский матч            |
| 22 | 7 апреля 1974   | Чехословакия | 1:0  | -    | Товарищеский матч            |
| 23 | 14 апреля 1974  | Болгария     | 1:0  | -    | Товарищеский матч            |
| 24 | 17 апреля 1974  | Румыния      | 2:0  | -    | Товарищеский матч            |
| 25 | 21 апреля 1974  | Гаити        | 4:0  | -    | Товарищеский матч            |
| 26 | 1 мая 1974      | Австрия      | 0:0  | -    | Товарищеский матч            |
| 27 | 5 мая 1974      | Ирландия     | 2:1  | -    | Товарищеский матч            |
| 28 | 12 мая 1974     | Парагвай     | 2:0  | -    | Товарищеский матч            |
| 29 | 26 июня 1974    | ГДР          | 1:0  | -    | Чемпионат мира 1974          |
| 30 | 30 июня 1974    | Аргентина    | 2:1  | -    | Чемпионат мира 1974          |
| 31 | 3 июля 1974     | Нидерланды   | 0:2  | -    | Чемпионат мира 1974          |
| 32 | 6 июля 1974     | Польша       | 0:1  | -    | Чемпионат мира 1974          |
| 33 | 23 января 1977  | Болгария     | 1:0  | -    | Товарищеский матч            |
| 34 | 20 февраля 1977 | Колумбия     | 0:0  | -    | Отборочный матч к ЧМ 1978    |
| 35 | 9 марта 1977    | Колумбия     | 6:0  | -    | Отборочный матч к ЧМ 1978    |
| 36 | 13 марта 1977   | Парагвай     | 1:0  | -    | Отборочный матч к ЧМ 1978    |
| 37 | 8 июня 1977     | Англия       | 0:0  | -    | Товарищеский матч            |
| 38 | 12 июня 1977    | ФРГ          | 1:1  | -    | Товарищеский матч            |
| 39 | 19 июня 1977    | Польша       | 3:1  | -    | Товарищеский матч            |
| 40 | 23 июня 1977    | Шотландия    | 2:0  | -    | Товарищеский матч            |
| 41 | 26 июня 1977    | Югославия    | 0:0  | -    | Товарищеский матч            |
| 42 | 30 июня 1977    | Франция      | 2:2  | -    | Товарищеский матч            |
| 43 | 10 июля 1977    | Перу         | 1:0  | -    | Отборочный матч к ЧМ 1978    |
| 44 | 14 июля 1977    | Боливия      | 8:0  | -    | Отборочный матч к ЧМ 1978    |
| 45 | 5 апреля 1978   | ФРГ          | 1:0  | -    | Товарищеский матч            |
| 46 | 19 апреля 1978  | Англия       | 1:1  | -    | Товарищеский матч            |
| 47 | 17 мая 1978     | Чехословакия | 2:0  | -    | Товарищеский матч            |

Итого: 47 матчей; 29 побед, 14 ничьих, 4 поражения.
| №  | Дата            | Соперник                         | Счёт | Голы | Турнир            |
| 1  | 9 июля 1969     | Сборная штата Сержипе            | 8:2  | -    | Товарищеский матч |
| 2  | 14 марта 1970   | Бангу                            | 1:1  | -    | Товарищеский матч |
| 3  | 17 мая 1970     | Сборная Леона                    | 5:2  | -    | Товарищеский матч |
| 4  | 24 мая 1970     | Ирапуато                         | 3:0  | -    | Товарищеский матч |
| 5  | 17 июня 1972    | Сборная штата Риу-Гранди-ду-Сул  | 3:3  | -    | Товарищеский матч |
| 6  | 3 июля 1973     | Объединённая сборная Ирландии    | 4:3  | -    | Товарищеский матч |
| 7  | 19 декабря 1973 | Сборная легионеров               | 2:1  | -    | Товарищеский матч |
| 8  | 26 мая 1974     | Сборная юго-запада ФРГ           | 3:2  | -    | Товарищеский матч |
| 9  | 6 октября 1976  | Фламенго                         | 0:2  | -    | Товарищеский матч |
| 10 | 25 января 1977  | Сборная штата Сан-Паулу          | 2:0  | -    | Товарищеский матч |
| 11 | 30 января 1977  | Сборная Фламенго и Флуминенсе    | 1:1  | -    | Товарищеский матч |
| 12 | 6 февраля 1977  | Мильонариос                      | 2:0  | -    | Товарищеский матч |
| 13 | 3 марта 1977    | Сборная Васко да Гама и Ботафого | 6:1  | -    | Товарищеский матч |
| 14 | 5 июня 1977     | Сборная штата Рио-де-Жанейро     | 4:2  | -    | Товарищеский матч |
| 15 | 16 июня 1977    | Сборная штата Сан-Паулу          | 1:1  | -    | Товарищеский матч |
| 16 | 10 апреля 1978  | Аль-Ахли (Джидда)                | 6:1  | -    | Товарищеский матч |
| 17 | 13 апреля 1978  | Интернационале                   | 2:0  | -    | Товарищеский матч |
| 18 | 21 апреля 1978  | Атлетико Мадрид                  | 3:0  | -    | Товарищеский матч |
| 19 | 13 мая 1978     | Сборная штата Пернамбуку         | 0:0  | -    | Товарищеский матч |

Итого: 19 матчей; 13 победы, 5 ничьих, 1 поражение.

## Личная жизнь
Зе Мария женат. Супруга — Жозефина. С первой женой, Сиомарой, Зе Мария развёлся, когда та была на 8-м месяце беременности и подала на супруга заявление в суд, по фактам применения в отношении неё физической силы. Зе Мария сказал, что это обвинение было лишь поводом для её ухода из дома.
Зе Мария после смерти своего отца, всегда заведовавшего финансами сына, начал принимать в своём доме разнообразных друзей, не плативших за кров. Эти люди часто пользовались вещами Зе Марии, носили его одежду.

## Достижения

### Командные
Сборная Бразилии
- Чемпион мира: 1970
- Обладатель Кубка Рока: 1971
- Обладатель Кубка независимости Бразилии: 1972

 «Коринтианс»
- Серебряный призёр чемпионата Бразилии: 1976
- Чемпион штата Сан-Паулу (4): 1977, 1979, 1982, 1983
- Серебряный призёр чемпионата штата Сан-Паулу: 1974

### Личные
- Обладатель «Серебряного мяча» Бразилии (2): 1973, 1977